# Wörgl
Wörgl este un oraș în Austria.